# Lista odcinków serialu Off the Map: Klinika w tropikach
Poniżej znajduje się lista odcinków amerykańskiego serialu dramatycznego Off the Map: Klinika w tropikach, który ukazuje życie lekarzy pomagających ludziom w dżungli.

## Odcinki
| Sezon | Sezon | Odcinki | Oryginalna emisja | Oryginalna emisja | Oryginalna emisja | Oryginalna emisja | Oryginalna emisja |
| Sezon | Sezon | Odcinki | Premiera sezonu   | Finał sezonu      | Premiera sezonu   | Finał sezonu      |                   |
| ----- | ----- | ------- | ----------------- | ----------------- | ----------------- | ----------------- | ----------------- |
|       | 1     | 13      | 5 lutego 2007     | 19 marca 2007     | 22 czerwca 2007   | 3 sierpnia 2007   |                   |

## Sezon 1 (2011)
| №  | #  | Tytuł                                  | Polski tytuł                  | Reżyseria        | Scenariusz                         | Premiera         | Premiera        |
| -- | -- | -------------------------------------- | ----------------------------- | ---------------- | ---------------------------------- | ---------------- | --------------- |
| 1  | 1  | Saved by the Great White Hope          | Ocaleni przez nadzieję        | Randy Zisk       | Jenna Bans                         | 12 stycznia 2011 | 2 maja 2011     |
| 2  | 2  | Smile. Don't Kill Anyone               | Myśl przewodnia               | Mark Tinker      | Gretchen J. Berg, Aaron Harberts   | 19 stycznia 2011 | 9 maja 2011     |
| 3  | 3  | A Doctor Time Out                      | Przerwa w pracy               | Rob Corn         | Luke Schelhaas                     | 26 stycznia 2011 | 16 maja 2011    |
| 4  | 4  | On the Mean Streets of San Miguel      | Nieprzyjemne ulice San Miguel | Eric Stoltz      | Christine Boylan                   | 2 lutego 2011    | 23 maja 2011    |
| 5  | 5  | I'm Here                               | Jestem tu                     | Randy Zisk       | Mark Fish                          | 9 lutego 2011    | 30 maja 2011    |
| 6  | 6  | It's Good                              | Jest dobrze                   | Donna Deitch     | Joe Sachs                          | 16 lutego 2011   | 6 czerwca 2011  |
| 7  | 7  | Es Un Milagro                          | Es Un Milagro                 | Randy Zisk       | Jeannine Renshaw                   | 23 lutego 2011   | 13 czerwca 2011 |
| 8  | 8  | It's a Leaf                            | Zwykły liść                   | Ed Ornelas       | Gabriel Llanas                     | 2 marca 2011     | 20 czerwca 2011 |
| 9  | 9  | There's Nothing to Fix                 | Nic do naprawy                | Michael Katleman | Mark Fish                          | 9 marca 2011     | 27 czerwca 2011 |
| 10 | 10 | I'm Home                               | Jak w domu                    | Randy Zisk       | Joe Sachs, Luke Schelhaas          | 16 marca 2011    | 4 lipca 2011    |
| 11 | 11 | Everything's as It Should Be           | Tak powinno być               | Karen Gaviola    | Christine Boylan, Jeannine Renshaw | 23 marca 2011    | 11 lipca 2011   |
| 12 | 12 | Hold on Tight                          | Trzymaj się                   | Jeff Bleckner    | Gretchen J. Berg, Aaron Harberts   | 30 marca 2011    | 18 lipca 2011   |
| 13 | 13 | There’s A Lot to Miss About the Jungle | Jest za czym tęsknić          | Randy Zisk       | Jenna Bans                         | 6 kwietnia 2011  | 25 lipca 2011   |